# Laguna Colorada

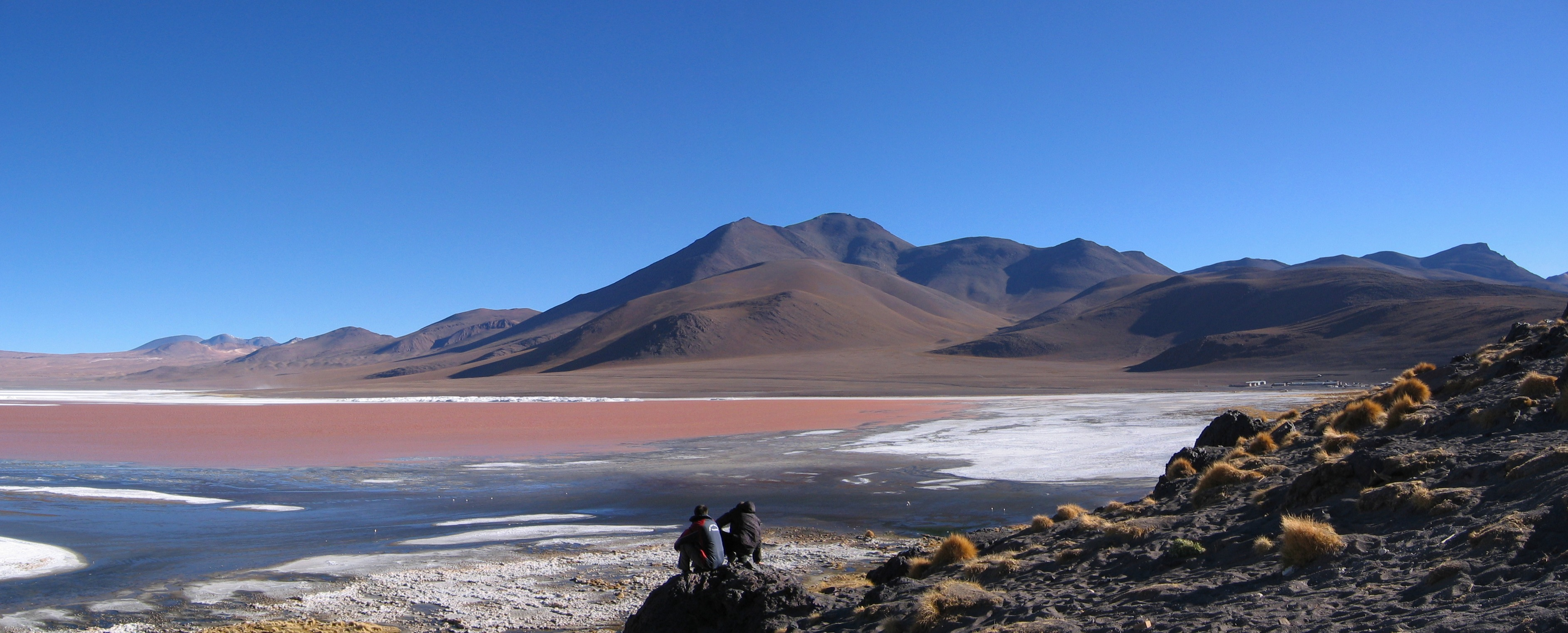
Panorama

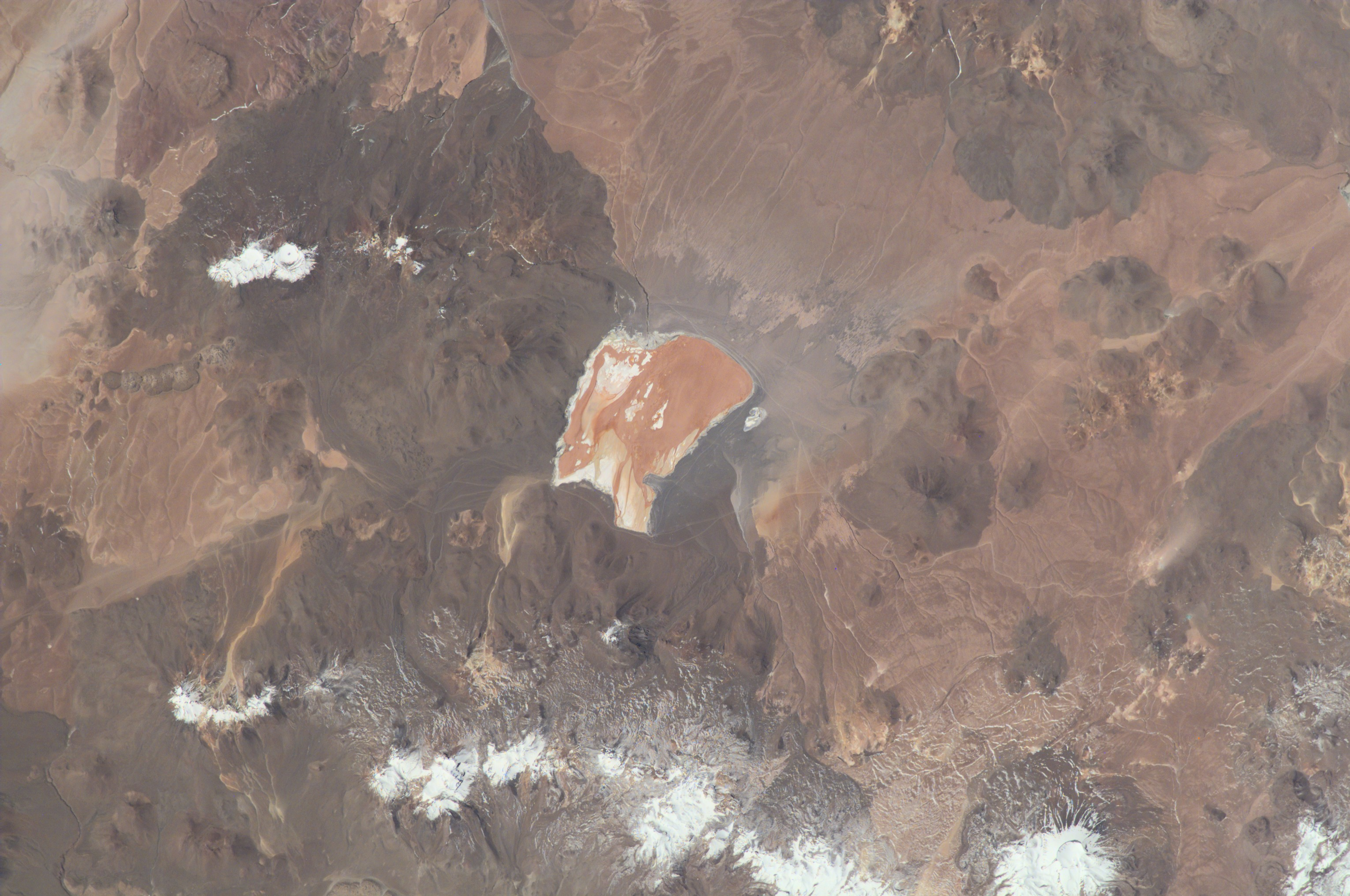
Satelitní foto NASA, srpen 2001

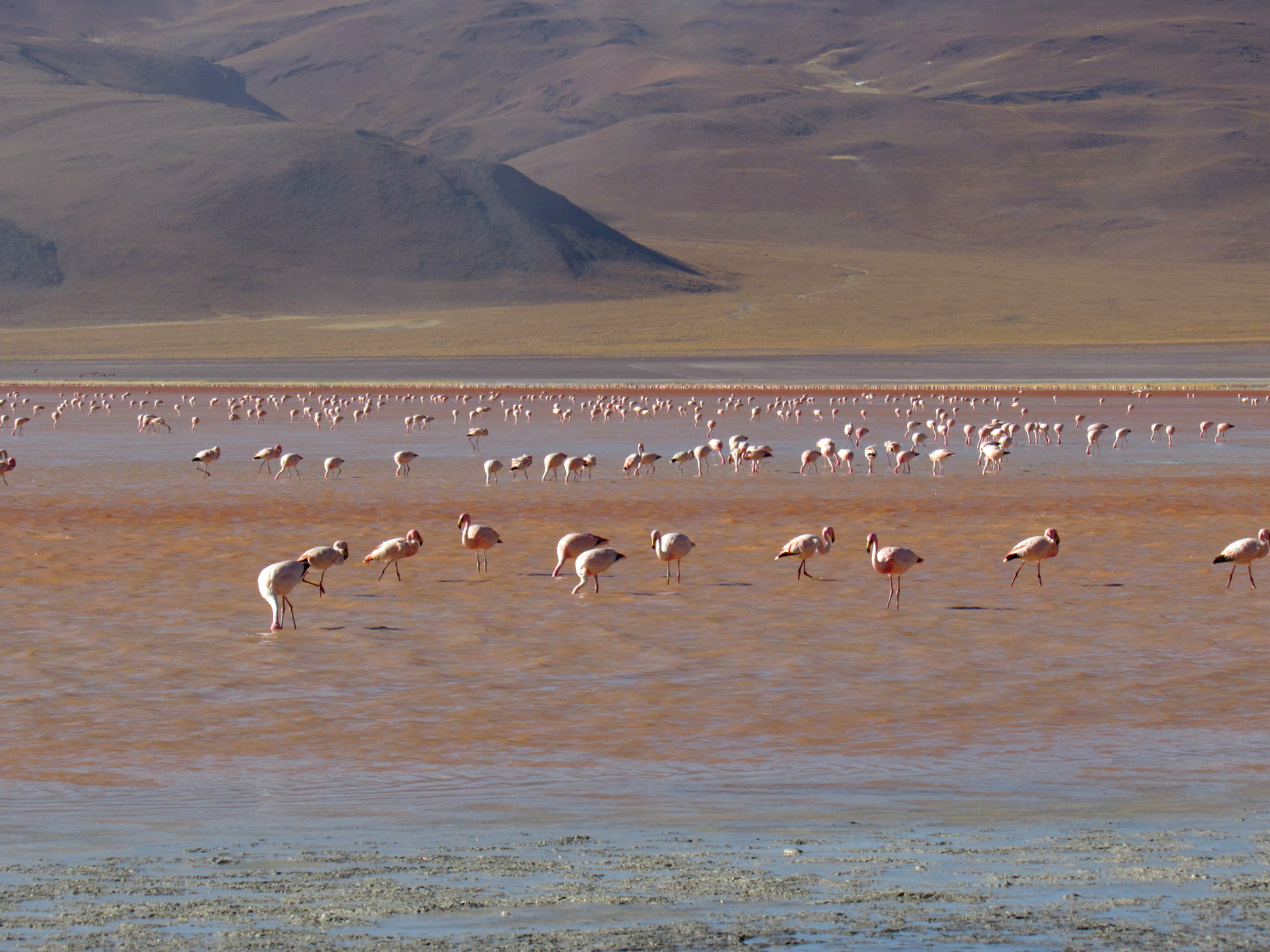
Laguna Colorada-plameňáci

Laguna Colorada je mělké, asi 60 km² velké solné jezero v jihozápadní části bolivijské části Altiplana, v národním parku Eduardo Avaroa. Leží poblíž hranic s Chile. Jezero leží v nadmořské výšce 4278 metrů, v průměru má hloubku 0,5 m, nejhlubší místo je 1,5 metru pod hladinou.
Jezero vděčí za svůj název červeným sedimentům a koloniím červených řas, které zde žijí díky vysokým koncentracím solí. Na jezeře jsou boraxové ostrůvky, jejichž bílá barva ostře kontrastuje s červenou barvou vody.
Laguna Colorada je jedním z míst chráněných od roku 1971 Ramsarskou úmluvou.
Na jezeře žijí početné kolonie jihoamerických plameňáků (chilský, Jamesův, andský).